# Neolucia
Neolucia là một chi bướm ngày thuộc họ Lycaenidae. Ba loài của chi này là loài đặc hữu của bang Tasmania, Úc

## Giống loài
Các loài sau đây được công nhận:
- Neolucia agricola (Westwood, 1851)
- Neolucia mathewi (Miskin, 1890)
- Neolucia hobartensis (Miskin, 1890)